# Burcei
Burcei település Olaszországban, Szardínia régióban, Cagliari megyében. Lakosainak száma 2625 fő (2023. január 1.). Burcei San Vito, Sinnai és Villasalto községekkel határos.

## Népesség
A település népességének változása:
| Lakosok száma | 2798 | 2787 | 2625 |
|               | 2017 | 2018 | 2023 |